# Bollnäs (commune)
La commune de Bollnäs est une commune du comté de Gävleborg en Suède. 26 394 personnes y vivent. Son siège se trouve à Bollnäs.

## Localités principales
- Arbrå
- Bollnäs
- Freluga
- Hällbo
- Kilafors
- Lottefors
- Rengsjö
- Segersta
- Sibo